# Пареха-и-Артета, Мануэль Игнасио
Мануэль Игнасио Пареха-и-Артета (исп. Manuel Ignacio Pareja y Arteta; 1808, Гуаякиль — 1861, Кито) — эквадорский политический, государственный и дипломатический деятель. Активист борьбы за независимость Эквадора.
В мае 1834 — апреле 1835 года занимал пост Министра внутренних дел и министра иностранных дел Эквадора в правительстве генерала Хуана Хосе Флореса и, в правительстве Висенте Рокафуэрте.
В 1840 году был назначен дипломатическим агентом в Мадриде. С сентября по ноябрь 1841 года был временным поверенным в делах Эквадора в Испании.
Во время правления Висенте Рокафуэрте также занимал пост секретаря Верховного главы государства.
Был депутатом нескольких законодательных собраний.